# Palais Capponi Stampa
 (juillet 2024).
Le Palazzo Capponi Stampa, également connu sous le nom de Palazzo Orsini Capponi Stampa Pediconi, est un palais du XVIIe siècle à Rome. Il se situe entre la Via dei Banchi Nuovi et la Via di Panico, surplombant la Piazza dell'Orologio.

## Histoire
Le palais a été commandé à l'origine par la famille Orsini. Elle possédait un autre palais à proximité, le Palazzo Orsini Taverna, c'est pourquoi elle le vendit en 1692 au cardinal Capponi. Au début du XVIIIe siècle, le palais fut acheté par le cardinal Carlo Gaetano Stampa et rebaptisé Palazzo Stampa. Les ornements en stuc ont été ajoutés à la demande de Carlo Gaetano, qui venait de devenir gouverneur de certaines villes papales. Après sa mort, la propriété fut transmise par héritage à son cousin Pietro Stampa di Ferentino.
Dans les années suivantes, le palais accueillit des membres des États pontificaux, parmi lesquels le cardinal Viviano Orfini en 1820 et fut également le lieu de naissance d'Eugenio Pacelli, futur pape Pie XII.
Le bâtiment avait à l'origine trois étages, un quatrième étage étant ajouté au XIXe siècle. Au rez-de-chaussée se trouvent deux portes jumelles surmontées de têtes de faune, conçues pour l'entrée et la sortie des attelages. En effet, tous deux donnent accès à une grande cour avec une fontaine au milieu, sur laquelle est sculpté une aigle – l'emblème héraldique des Stampa.

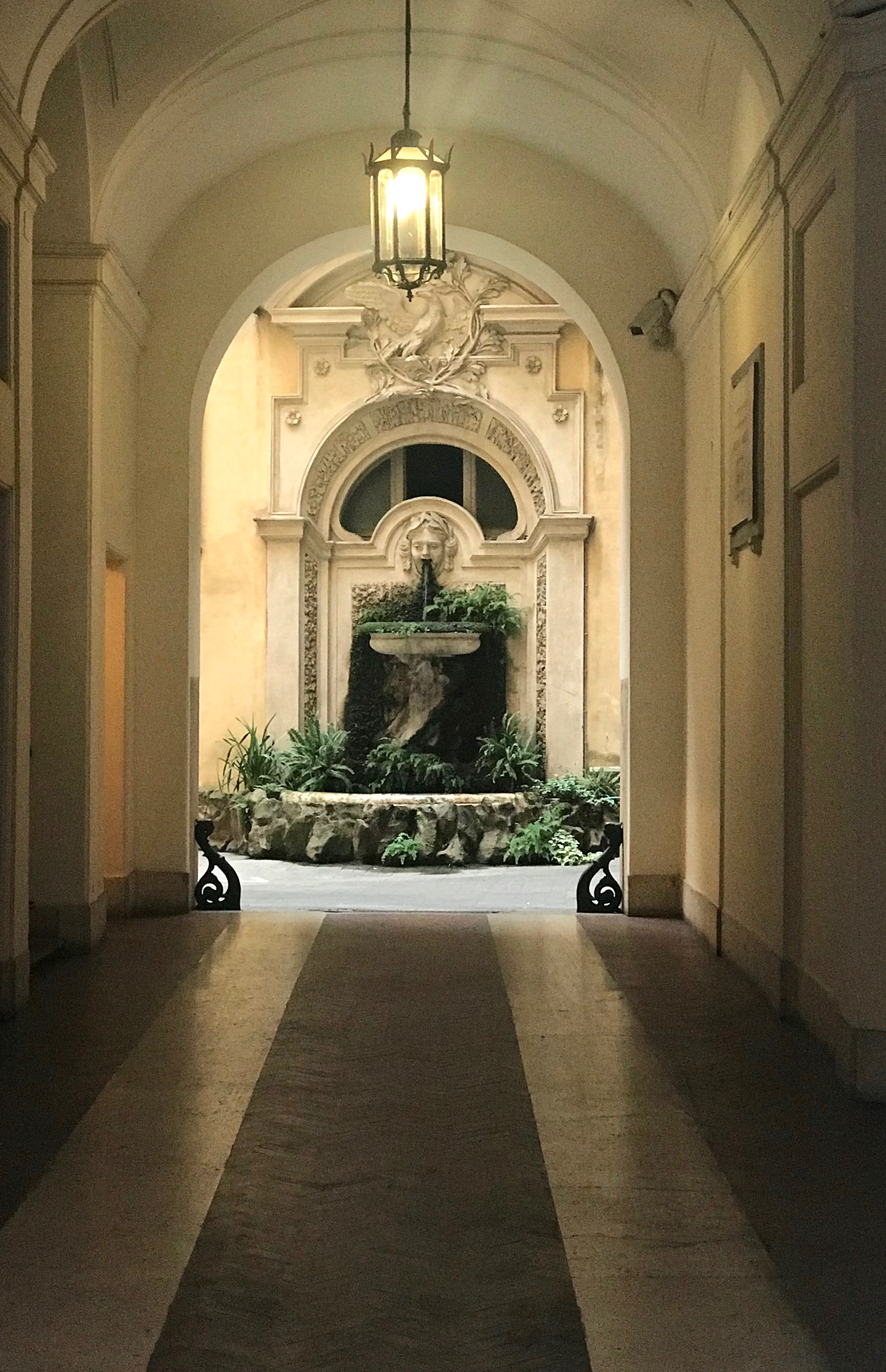
Détail de l'entrée principale, donnant sur la cour.
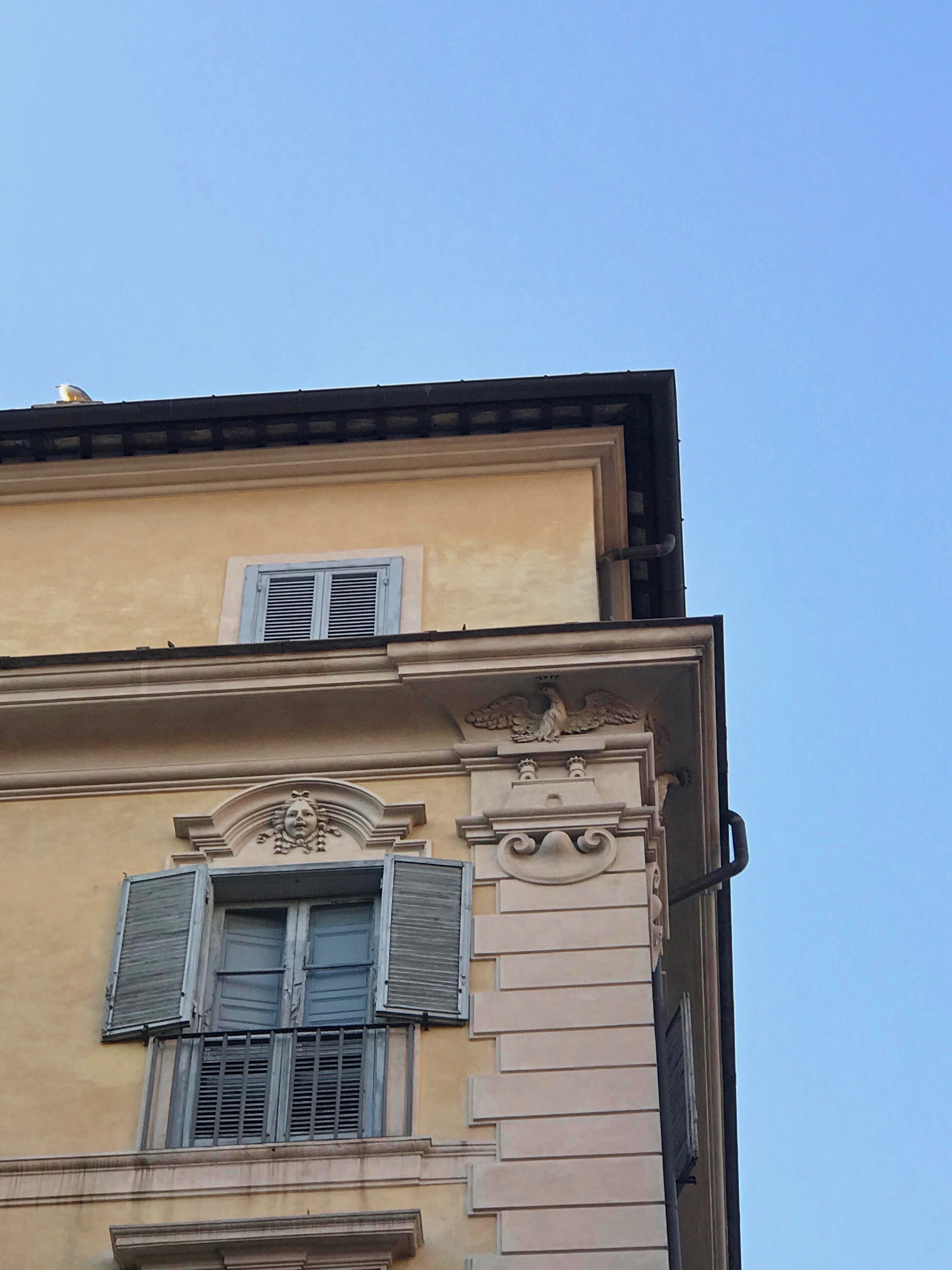
Détail avec les armoiries des Stampa.
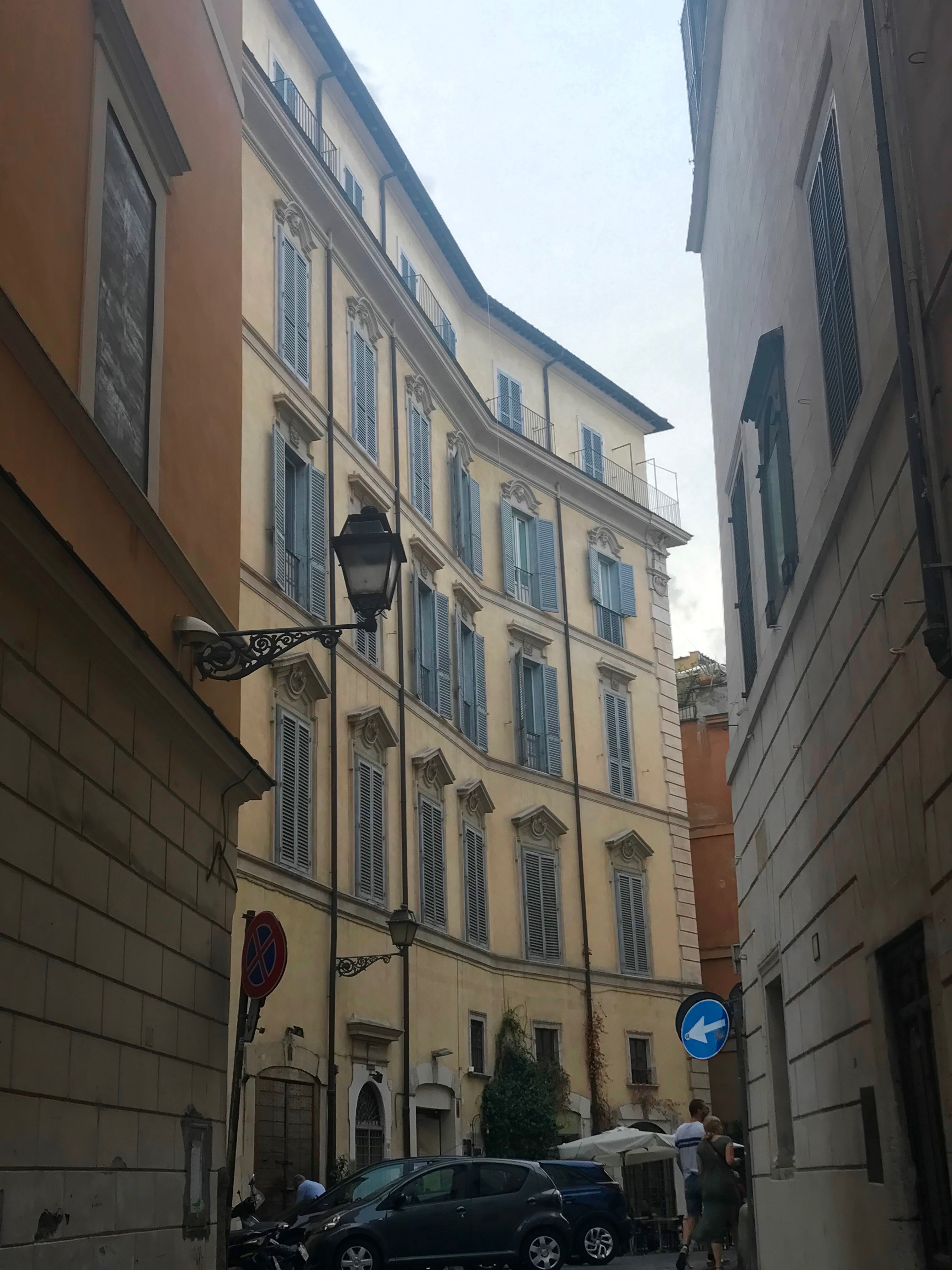
Vue arrière du palais, depuis la Via di Monte Giordano.